# Sylva Langová
Sylva Langová (verheiratete Langová-Williams; * 31. August 1921 in Pilsen, Tschechoslowakei; † 15. Januar 2010 in London, Vereinigtes Königreich) war eine tschechische Schauspielerin.

## Leben
Sylva Langová wurde 1921 in Pilsen in einer gut situierten Familie geboren. Sie absolvierte das Prager Staatskonservatorium und machte 1940 ihren Abschluss. Schon 1938 gastierte sie am Ständetheater (Stavovské divadlo) und am Nationaltheater (Národní divadlo) in Prag, in den Jahren nach ihrem Studium spielte sie im Theater von Kladno (1941–1942), am Theater in Vinohrady (1941–1945), am Theater D 46 unter der Leitung von Emil František Burian (1945–1946) sowie an Dramatheater des 5. Mai (1946–1948). Auf der Theaterbühne verkörperte sie vor allem temperamentvolle Mädchen und Frauen. Zu ihren Rollen, die sowohl ein klassisch zeitgenössisch als auch modernes Repertoire umfassten, zählten unter anderem Die Räuber, die Margarete in Faust, die Manon in Manon Lescaut oder die Katharina in Der Widerspenstigen Zähmung. Für letztere Rolle wurde sie 1947 mit dem tschechoslowakischen Kritikerpreis ausgezeichnet.
Bereits als Teenager spielte sie in Filmen mit, ihren ersten Auftritt hatte sie 1935 in Miroslav Cikáns Film Král ulice. Es folgten bis zum Abschluss ihres Studiums ein paar weitere, unter anderem Devcata, nedejte se!, Dívka v modrém oder Jungfrau. Bis zum Ende des Zweiten Weltkriegs widmete sie sich dann ausschließlich dem Theater. Nach dem Krieg trat sie noch zweimal in tschechischen Kinofilmen auf, 1946 in Hrdinové mlcí und 1947 in Parohy. 1948 heiratete sie in zweiter Ehe den Engländer David Williams und zog mit ihm nach London, wo sie weiterhin auf der Theaterbühne (z. B. The Threepenny Opera, The Royal Court Theatre) als Schauspielerin tätig war und einige große Rollen übernahm, unter anderem in Hello Dolly, Die Aspern-Schriften oder Zeugin der Anklage. Sie inszenierte auch Aufführungen für Landsleute, die in London lebten, und trat in tschechischen Sendungen der BBC auf. Ihre filmische Tätigkeit während ihrer Zeit in England beschränkte sich auf kleinere Rollen (z. B. Das Geheimnis des roten Affen, Destination Downing Street, Kommissar Maigret, Mit Schirm, Charme und Melone).
Knapp 50 Jahre nachdem sie zuletzt in einem tschechischen Film mitwirkte, bekam sie von Oscar Reif das Angebot, in dem Film Das Bett die Großmutter der Hauptfigur zu spielen. Für ihre Leistung wurde die mittlerweile 77-jährige Schauspielerin für den Český lev („Böhmischer Löwe“) als Beste Nebendarstellerin nominiert. Dies war ihre letzte Filmrolle. Sylva Langová starb im Januar 2010 nach langer Krankheit im Alter von 88 Jahren.
Mit David Williams hatte Sylva Langová zwei Kinder, Sohn Mischa und Tochter Katrina. Ihr Sohn war später als Regisseur und Produzent tätig.

## Filmografie
- 1935: Král ulice
- 1937: Devcata, nedejte se!
- 1940: Dívka v modrém
- 1940: Jungfrau (Panna)
- 1946: Hrdinové mlcí
- 1947: Parohy
- 1955: Das Geheimnis des roten Affen
- 1961: Destination Downing Street
- 1961: Kommissar Maigret
- 1961–1962: Mit Schirm, Charme und Melone
- 1970: Krieg im Spiegel
- 1979: Lawinenexpress
- 1089: Follow Me
- 1998: Das Bett (Postel)